# Kőszegi Henrik

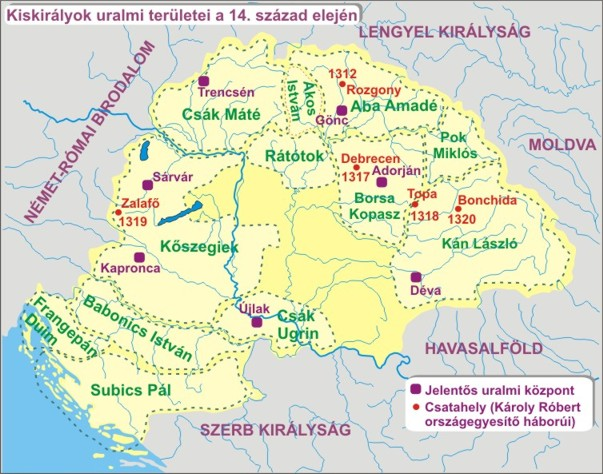
Kiskirályok uralmi területei Magyarországon a 14. század elején

Kőszegi II. Henrik (1250-es évek – 1310. március és május között) a Héder nemzetség Kőszegi családjából származó magyar főúr, Kőszegi Nagy Henrik fia. Az 1280-as évektől kiterjesztette befolyását Felső-Szlavóniára, egyike lett az úgynevezett „oligarcháknak”, akik de facto az uralkodótól függetlenül irányították tartományukat. Az Árpád-ház kihalása után részt vett a dinasztikus harcokban. Ekkorra már a Dél-Dunántúlt is uralma alá vonta. Háromszor volt szlavóniai bán (1290–1291, 1293, 1301–1310), egy időszakban (1302–1305)pedig tárnokmester. Halála után Károly Róbert 1316-ban legyőzte fiait és felszámolta tartományukat. Két fia révén Kőszegi II. Henrik a Tamási és a szekcsői Herceg nemesi családok ősatyja volt.

## Családja
II. Henrik a Héder nemzetségből származó, hatalmas és gazdag Kőszegi családba született, a nagyhatalmú Kőszegi I. Henrik legfiatalabb fiaként. Idősebb (fél)testvérei I. Miklós és Iván, akik szintén magas méltóságba emelkedtek, valamint Péter, aki veszprémi püspök 1275-től 1289-es meggyilkolásáig. Zsoldos Attila történész szerint II. Henrik sokkal fiatalabb volt testvéreinél (tehát valószínűleg az 1250-es évek második felében született). Ezt támasztja alá, hogy csak 1278-ban jelent meg először a korabeli feljegyzésekben, több mint egy évtizeddel azután, hogy ekkorra már aktív politikai és katonai tevékenységet folytató testvéreiről az első említések megjelentek. A legkorábbi dokumentumokban egyfajta kicsinyítő formában „Herkének” is nevezték. Zsoldos úgy véli, hogy II. Henrik apja lehetséges második házasságából született.
Henrik 1280 előtt feleségül vette az egyik legelőkelőbb úr, Dárói Mojs ismeretlen nevű lányát. Apósa 1270 és 1272 között Magyarország nádora volt. Széles körben elfogadott tudományos álláspont, hogy II. Mojs nádor felesége, Henrik anyósa Kun Erzsébet magyar királyné révén az Árpád-házzal is rokoni kapcsolatban állt, így Henrik házassága révén az Árpádok távoli rokonságába került. Emellett sógornője volt Erzsébet Pok Miklós hitvese is.  Mojs 1280 végén halt meg. Utolsó végrendeletében Gordova (Grdjevac) várát és a környező szlavóniai földeket Henrikre hagyta. Henrik házasságából három gyermek született: az idősebb fiú és örökös János a 15. században befolyásos Tamási család ősatyja, Péter pedig a szekcsői Herceg család első tagja volt.  Lányát eljegyezte Turchóval, aki III. András magyar király velencei rokonságához tartozott. Ezen kívül Engel Pál történész azt állította, hogy Kőszegi Miklós győri püspök Henrik törvénytelen fia volt, de helyette hihetőbb, hogy az elöljáró Henrik bátyjának, Ivánnak a törvénytelen gyermeke volt.

## Élete
Apja, Kőszegi I. Henrik, az úgynevezett „feudális anarchia” korszakának jelentős alakja, az 1274. szeptemberi fövenyi csatában vesztette életét. Nyugat-dunántúli hatalmát és vagyonát nagyrészt két idősebb fia, Miklós és Iván örökölte, akik 1279-ben felosztották örökségüket és a legértékesebb birtokokat. Henriket kizárták a szerződésből, csak bortermelőit említették, akikhez Moson és Pozsony megyében bizonyos szőlőket rendeltek. Karácsonyi János és Zsoldos Attila történészek úgy vélték, hogy Henrik valamikor 1279 előtt, egyenlőtlen vagyonmegosztás során kapott Szlavóniában földeket testvéreitől. Első földjei Varasd megyében, a tartomány északnyugati részén feküdtek. Ott feltehetően kezdettől fogva övé voltak a néhai Zagorjei Farkas várai, köztük Korpona. Később Belec, Kostel, Orbolc és Oszterc várai is az ő területéhez tartoztak, de megszerzésük ideje és körülményei ismeretlenek. Henrik a következő évtizedek folyamán ezekről a királyság délnyugati sarkán lévő földekről és várakról terjesztette ki uramát az azt megelőzően Gutkeled Joakim által uralt területen a Dráva és a Száva között („Slavonia superior”, azaz Felső-Szlavóniában). Az Árpád-ház 1301-es kihalásákor már a térség leghatalmasabb urának tartották. Megszerezte például Susica (a későbbi Szentgyörgy) és a Kőrös megyei Kapronca várát. Testvérei, Miklós és Iván sem mondtak le a szlavóniai terjeszkedés lehetőségéről, mindkettőjüknek volt birtoka és vára is a tartományban (Greda vára például Iván tulajdona volt, amelyet később Henrik szerzett meg). A Kőszegiek és a Babonicsok 1278. április 20-án dubicai megállapodásukban felosztották egymás között a szlavóniai érdekszférákat. Henrik és testvérei lemondtak a Száva folyótól délre eső területek („Slavonia inferior”, azaz Alsó-Szlavónia) területi követeléseiről Babonics István és nemzetsége javára, akik egyúttal elismerték Kőszegiek hatalmát a folyótól északra.
Henrik az 1280-as évektől segítette bátyjai politikai irányultságát és céljait annak érdekében, hogy Nyugat-Magyarországon az uralkodótól, az ifjú IV. Lászlótól független, összefüggő területi tartományt hozzanak létre. A három Kőszegi testvér, kihasználva a László uralkodására jellemző kaotikus helyzetet, 1281 elején különböző időpontokban kifosztotta a zágrábi egyházmegye birtokait. Ennek eredményeként Timóteus zágrábi püspök 1281 márciusában kiközösítette őket. A Kőszegi Iván elleni királyi hadjárat során 1283 és 1284 fordulóján Henrik segítséget nyújtott testvérének. Miután László meghátrálásra kényszerült, Miklós, Henrik és Péter püspök hadai berontottak a Dél-Dunántúlra, és 1284 márciusában közösen megszállták és ostrom alá vették Pécs püspöki városát. A következő évben, amikor I. Albert osztrák herceg sorozatos rabló és fosztogató portyái után Iván tartománya ellen vezette csapatait, és Borostyánkő várát szándékozott ostromolni, Iván segítséget kért Miklóstól, Pétertől és Henriktől, aki 1000 fős hadsereget toborzott.
IV. László király 1290. júliusi meggyilkolása után a Kőszegi testvérek kezdetben az új uralkodót, III. Andrást támogatták, rövid távú érdekeik miatt azon várak és birtokok visszaszerzése érdekében, amelyek Albert herceg hadjárata következtében 1289-ben elvesztek. De a Kőszegiek Andrást csak névleg ismerték el királyuknak. Amikor 1290 őszén az országgyűlés elrendelte a jogosulatlanul elfoglalt birtokok visszaadását jogos tulajdonosaiknak, András sürgette Henriket, hogy adjon vissza néhány földet a helyi nemeseknek Szlavóniában, de ő ezt megtagadta. 1290 júliusa/októbere körül Henriket bátyja, Iván helyére Szlavónia bánjává tették. A méltóságot egészen a következő évig viselte, amikor is a kőszegiek 1291 nyarán részt vettek a király Ausztria elleni hadjáratában, és arra kényszerítették Albert herceget, hogy vonja ki őrségeit a két évvel korábban elfoglalt városokból és várakból, amelyek közül többet korábban a Kőszegiek birtokoltak. Henrik családja azonban az 1291. augusztusi hainburgi béke megkötése után, amely előírta a Kőszegiektől elfoglalt erődítmények lerombolását, a király ellen fordult, és valamivel 1291 októbere után testvéreivel együtt elveszítette a királyi udvari tisztségét. Miután 1292-ben leverték az András elleni nyílt lázadásukat, Miklós és Henrik óvatosan hajlandók voltak kibékülni az uralkodóval, míg Iván továbbra is keményvonalas lázadó oligarcha maradt. Henriket 1293 februárjában már ismét szlavóniai bánként említették.
III. András 1296 februárjában feleségül vette Ágnest, Albert osztrák herceg lányát. Ezt követően apósa támogatásával András 1296 augusztusában újabb háborút indított a Kőszegiek ellen. Míg az osztrák csapatok Kőszegi Iván egyes várait ostromolták, Lodomer érsek kiközösítette a testvéreket. Henrik helyzete a következő években ismeretlen, visszavonult tartományába, és nem vett részt Iván királyellenes tevékenységében, aki továbbra is az Anjou-ház követelésének (névleges) támogatója maradt. Henrik az 1290-es években gyakran hajtott végre rablótámadásokat a zágrábi egyházmegye és annak hiteleshelye, a csázmai káptalan ellen. Ezért Bő Mihály püspök oltalmat kért, és elfogadta a Babonicsok uralmát egyházmegyéje felett. Kőszegi Henrik 1297 végére békét kötött a püspökkel, és átadta a gerzencei és garicsi várat a hosszú háborúskodást szenvedett egyházmegyének.
Megválasztása után Bicskei Gergely Anjou-párti érsek 1299 márciusában felmentette Ivánt és Henriket a kiközösítés alól, Miklós és Henrik azonban III. Andrásnak fogadtak hűséget, és részt vettek 1299 nyarán az országgyűlésen. Ezt követően a küldöttek Henriket bízták meg, hogy közvetítsen Bicskei Gergely érsek (aki Iván várában talált menedéket) és András-párti suffragánjai között. Velük ellentétben Iván azon hatalmasságok csoportjába tartozott, akik sürgették II. Károly nápolyi királyt, hogy küldje Magyarországra unokáját, a 12 éves Károly Róbertet, hogy király lehessen. Az ifjú trónkövetelő 1300 nyarán történt megérkezésére azonban mind Kőszegi Iván, mind Csák Máté rövid időn belül kibékült Andrással, ami megakadályozta Károly sikerét. Zsoldos Attila történész azzal érvelt, hogy III. András 1300 nyarán új hűbéri szerződést kötött a bárókkal: Csák Máté és Kőszegi Iván (aki Miklós halála után a család legidősebb tagja volt) „örökös nádor” lett, András pedig elfogadta tartományaik feletti uralmukat, miközben a király két leghatalmasabb híve, Aba Amadé és Ákos István is megkapta ezt a kiváltságot. Ezzel egyidejűleg Kőszegi Henriket és Kán Lászlót örökös szlavóniai bánná, illetve erdélyi vajdává tették, elismerve uralmukat a kijelölt területek felett. Henrik „nagyon kedves” lányát, ahogy Petrus de Bonzano olasz követ és kereskedő 1300 szeptemberében írta levelében az egyezség szentesítése érdekében eljegyezték Turchóval, Albertino Morosini, András király anyai nagybátyjának unokájával.

### Az interregnum idején
III. András 1301. április 14-én halt meg. Halálával az Árpád-ház kihalt. Halála egy hét évig tartó interregnum időszakot eredményezett, és különböző követelők – Anjou Károly, a cseh Vencel és Bajor Ottó – harcoltak a magyar trónért. Magyarország körülbelül tucatnyi független tartományra bomlott fel, mindegyiket egy-egy hatalmas főúr vagy oligarcha irányította. Közülük Csák Máté Magyarország északnyugati részeit, Aba Amadé az északkeleti területeket, Kőszegi Iván és Henrik a Dunántúlt és Szlavónia északi részeit, Borsa Jakab Tiszántúlt, Kán László pedig Erdélyt kormányozta. Kőszegi Henrik Szlavónia tartományból fokozatosan kiterjesztette befolyását a Délkelet-Dunántúlra (felesége onnan származott), így családja másik két ágával elkerülte az összeütközést. Többek között megszerezte Somogyvár, Döbrököz, Dombóvár és Kiskőszeg várát. Henrik szlavóniai báni méltósága mellett (1301–1310) 1301-től Somogy és Tolna, 1304-től pedig Baranya és Bodrog vármegyék ispánja volt. Henriket V. Kelemen pápa és Boso, a karthauziak főnöke 1307-ben, illetve 1308-ban írt leveleiben „dux”-nak, illetve „princeps”-nek nevezte, amelyek tükrözték Henrik ambiciózus és szuverén hatalmát Szlavónia tartományban. Henrik bánként a verőcei pénzverdében verte saját nyesttel díszített ezüstjét, amelyet „denarius Herricy bani”-nak vagy „banalis Verocensisnek” neveztek.
Közvetlenül András halála után Anjou Károly Esztergomba sietett, ahol szabálytalanul királlyá koronázták. VIII. Bonifác pápa magyar trónjelöltjeként Károly mindig is népszerűtlen volt, mert ahogy azt a Képes krónika elbeszéli, a magyar urak attól tartottak, hogy „elveszítik szabadságukat, ha elfogadják az egyház által kinevezett királyt”. Kőszegi Henrik, aki segítette és osztotta bátyja, Iván politikai intrikáit és álláspontját, azon főurak közé tartozott, akik Vencel követelését támogatták. Meghatározó tagja volt annak a küldöttségnek, amely 1301 nyarán Prágában, II. Vencel cseh király udvarában járt, és a király kisfiának ajánlotta fel a magyar trónt. Ezt követően Iván és Henrik sok más báróval együtt Brünnbe ment, hogy üdvözölje a fiatal Vencelt, aki apja seregével érkezett Magyarországra. Vencelt 1301. augusztus 27-én koronázták királlyá. A Kőszegi fivérek rövid és névleges uralmának leghatalmasabb támogatói lettek. Henriket 1302 őszén Vencel Rátót Domonkos helyére kinevezte tárnokmesterré,. A méltóságot 1305-ig viselte, de Boso perjel 1308. júliusi levelében továbbra is ezzel a címmel illette. Mivel Vencel magyarországi helyzete időközben drámaian meggyengült, édesapja 1304 nyarán úgy döntött, hogy visszaviszi Csehországba. Még a magyar Szent Koronát is magával vitte Prágába. 1305 végén Magyarországra érkezése után Kőszegi Iván és Henrik hűségesküt tettek Bajor Ottónak, de támogatásuk csak névleges volt, és nem vettek részt a királyi tanácsban.
Számos jelentés érkezett Henrik által az interregnum korszakában elkövetett hatalmaskodásokról és katonai akciókról. Szándékában állt kiterjeszteni befolyását Szerémség gazdag vidékére. 1304 és 1305 fordulóján a helyi nemesekkel, Csák Bágyon fiaival szövetkezve serege behatolt a nagyhatalmú Csák Ugrin, Anjou Károly leglelkesebb hívének tartományába. Csapatai először Pozsega, majd Valkó megyét pusztították el. Henrik 1305. január 23-án Valkószentgyörgyön adta ki egyik oklevelét. Kifosztották és elpusztították Eng városát is, amelyet aztán az Ugrin udvartartásához tartozó Garai Pál, a neves hadvezér szabadított fel. Ezt követően Garai fokozatosan kiszorította Ugrin területéről a betolakodókat. Ezzel párhuzamosan a Kőszegiek csapatai az elfoglalt esztergomi várból is folyamatosan fosztogatták a környező vidéket. Ezért az esztergomi polgárok ellen elkövetett bűneik miatt az akkor Székesfehérváron tartózkodó Tamás esztergomi érsek 1305 júliusában kiközösítette Kőszegi Ivánt és Henriket és tartományaikat is interdiktum alá helyezte. Kőszegi Henrik az 1300-as években megkísérelte Pécset is uralma alá vonni. Nem sokkal Manfréd püspök hirtelen halála után utódját Pétert, miután a pécsi székesegyházi káptalan kanonokjai nem jutottak konszenzusra a Károly-párti Tamás érsek nevezte ki 1306 végén. Henrik éneklőkanonokja, Miklós azonban vitatta a kinevezést. Kőszegi Henrik akaratának előmozdítása érdekében elfogta Jakab várnagyot és elfoglalta a pécsi várat, majd átadta Miklósnak, akinek így sikerült megakadályoznia, hogy Péter püspök hivatalba lépjen, és beszedje püspökség bevételeit. Válaszul Tamás érsek 1307-ben kiutasította a kanonokot a templomból. A konfliktust 1309-ben Portino da Montefiore pápai legátus egyházi bíróság elé vitte, melynek az lett a vége, hogy 1309 augusztusában a legátus kiközösítette Miklóst, aki Pécsről elmenekült, és Kőszegi Henrik területére költözött. A konfliktus Henrik halála után oldódott meg, amikor Miklós kanonok Pétert elismerte püspöknek, aki 1310 közepére végül elfoglalhatta székét.
Bajor Ottó bebörtönzése és végső kudarca után 1307. október 10-én Anjou Károly hívei megerősítették trónigényét, de a leghatalmasabb urak, köztük Csák Máté, Kán László, Šubić Pál és a Kőszegi testvérek hiányoztak a találkozóról. Henrik testvére, Iván halála után, 1308. április 5-én lett a Kőszegi család feje. V. Kelemen pápa Gentile da Montefiore személyében új pápai legátust küldött, aki 1308 nyarán érkezett Magyarországra. A következő hónapokban sorra vette rá a leghatalmasabb urakat, hogy fogadják el Károly uralmát. Henrik és unokaöccse, Miklós (Iván unokája és örököse) részt vett az 1308. november 27-i országgyűlésen, ahol Károlyt egyhangúlag királlyá nyilvánították. Mindketten az országgyűlés vezető résztvevőiként szerepeltek a később kiadott dokumentumban, jelezve politikai befolyásukat és az Anjou trónigényhez való támogatásuk nagy jelentőségét. Károly második megkoronázására készülve Kőszegi Henrik 1309. június 4-én Tétényben (ma Budapest része) találkozott Gentile pápai legátussal, Tamás és Vince érsekkel, valamint más püspökökkel és nemesekkel, ahol megerősítette hűségesküjét Károlynak a saját, unokaöccse Miklós és familiárisaik nevében. Henrik hangsúlyozta, hogy abban az esetben is fenntartja esküjét, ha nem tud részt venni a szertartáson. Henrik az írásos hűségesküért cserébe garanciákat kapott. Vajk Ádám történész szerint Felső-Szlavónia feletti uralmának és az említett négy dél- és kelet-dunántúli ispánság elismerése mellett például Iván természetes fia, Miklós győri püspökké választásának megerősítését kérte. Tizenegy nappal később, 1309. június 15-én a budai Boldogasszony-templomban ideiglenes koronával I. Károlyt királlyá koronázták. Henrik és Miklós nem vett részt a szertartáson, de rokonuk, Miklós püspök képviselte őket. Csák Benedeket, Ugrin koronázási küldöttét hazafelé menet elfogták Henrik hívei. Kőszegi Henrik 1310. március 20. és május 5. között halt meg. Gazdagságát és hatalmát idősebb fia, János örökölte, akinek lázadását Károly 1316-ban leverte, véget vetve Kőszegiek uralmának Szlavóniában és a Dél-Dunántúlon.

## Fordítás
Ez a szócikk részben vagy egészben  a   Henry II Kőszegi című angol Wikipédia-szócikk ezen változatának fordításán alapul.  Az eredeti cikk szerkesztőit annak laptörténete sorolja fel. Ez a jelzés csupán a megfogalmazás eredetét és a szerzői jogokat jelzi, nem szolgál a cikkben szereplő információk forrásmegjelöléseként.